# میرزا محمدعلی اصفهانی
آقا میرزا محمدعلی اصفهانی (۱۲۵۵ - ۱۳۱۳ه‍.ق) فرزند محمد از خوشنویسان و نسخ‌نویسان برجسته اصفهانی در سده گذشته است.
او از شاگردان زین العابدین اصفهانی معروف به اشرف‌الکتاب بوده و آثار ارزشمندی از خود به یادگار گذاشته است. از جمله قرآن معروف به میرزا حسنعلی‌خان که آن‌را برای ظل‌السلطان فرزند ناصرالدین شاه نوشت. این قرآن در تاریخ ۱۳۱۰ نوشته شده و به چاپ رسیده است.
آقا میرزا محمدعلی سردودمان خاندان قدسی در اصفهان است. از او چهار فرزند بنام میرزا عبدالحسین و میرزا حسن و میرزاابوالقاسم و میرزا مهدی (قدسی) به جای ماند که همه خوشنویسان زبردستی در خط نسخ بوده و آثار خطی و چاپی آنان باقی است. از این میان میرزا عبدالحسین استادانه‌تر و نزدیک‌تر به پدر می‌نوشت. او بنیان‌گذار یکی از قدیمی‌ترین مدارس اصفهان بنام «مدرسه قدسیه» است و در سال ۱۳۶۶ه‍.ق بدرود حیات گفت. آقای منوچهر قدسی خوشنویس معاصر و استاد سابق دانشکده ادبیات اصفهان نوه اوست.